# Elzenhaantje
Het elzenhaantje (Agelastica alni) is een kever die behoort tot de familie van de bladkevers (Chrysomelidae). De wetenschappelijke naam van de soort is, als Chrysomela alni, in 1758 door Carl Linnaeus gepubliceerd.

## Kenmerken
Dit 6 tot 7 mm lange kevertje heeft een blauwzwarte kleur met een mooie glans. De larven zijn zwart en hebben twee rijen behaarde wratten.

## Leefwijze
Het is het belangrijkste bladetende insect op de els. De kever komt ook voor op populier, hazelaar en wilg. Incidenteel wordt het dier ook wel op fruitbomen gezien. De kevers van het elzenhaantje overwinteren in de bodem en onder bladeren en afgestorven plantenresten. Van april tot juni komen ze voor op de bladeren van vooral de els. Hierin worden ronde tot langwerpige gaten gevreten. Ze kunnen enorme schade aanrichten. De bestrijding bestaat uit het inzetten van insectenetende vogels. Door afgevallen bladeren op te ruimen kan de aantasting verminderen.

## Voortplanting
De vrouwtjes leggen tot 900 oranje eitjes, die aan de onderkant van het blad worden afgezet. Uit de eitjes komen na 5 tot 14 dagen olijfgroene later zwart wordende keverlarven, die zich na drie weken, vanaf juli, op de grond onder afgestorven plantenresten gaan verpoppen. Na 8 tot 11 dagen komt de nieuwe generatie kevertjes uit de poppen.

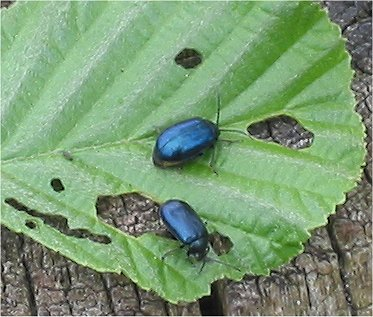
Elzenhaantjes en vraatschade
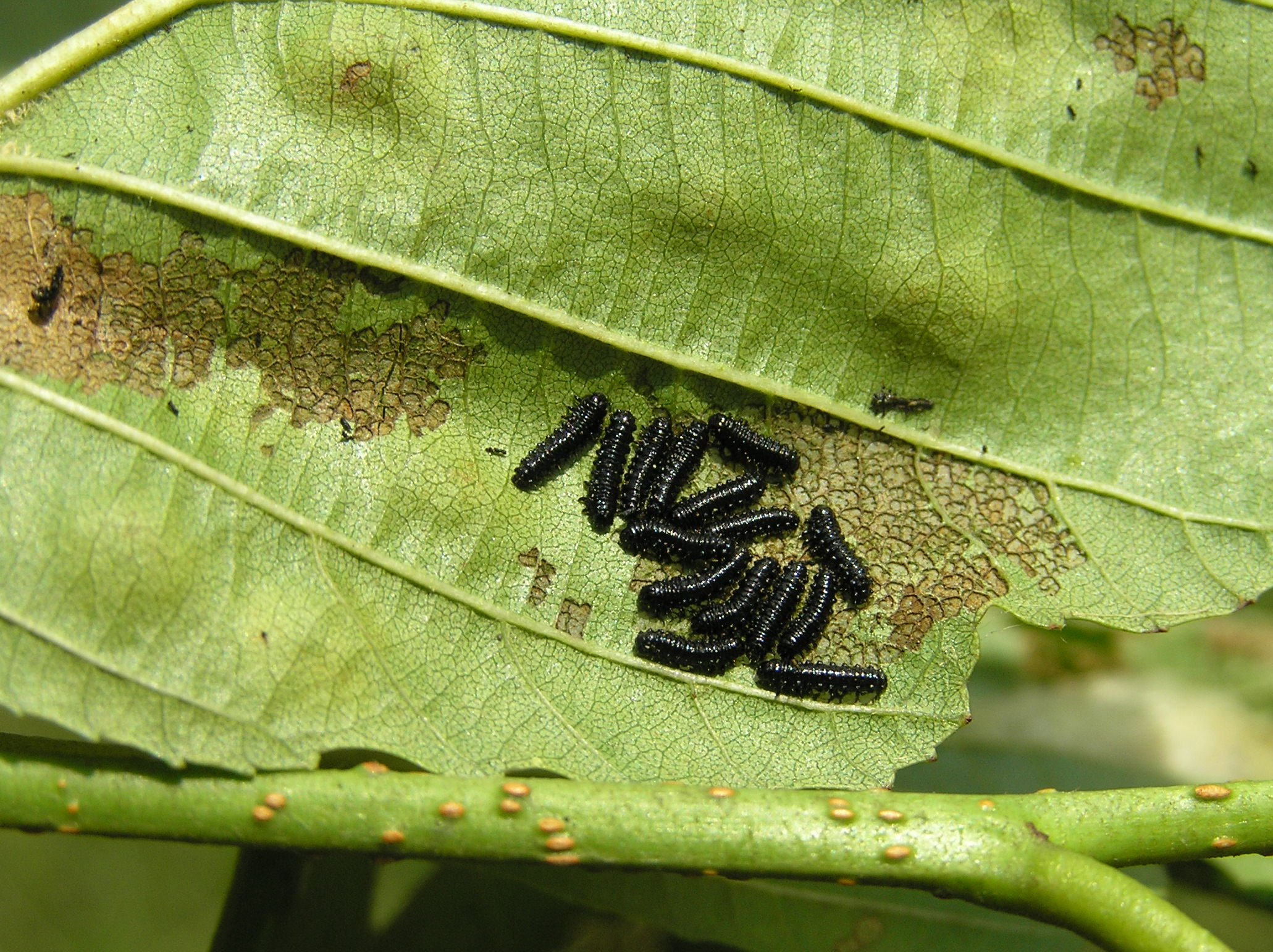
Larven
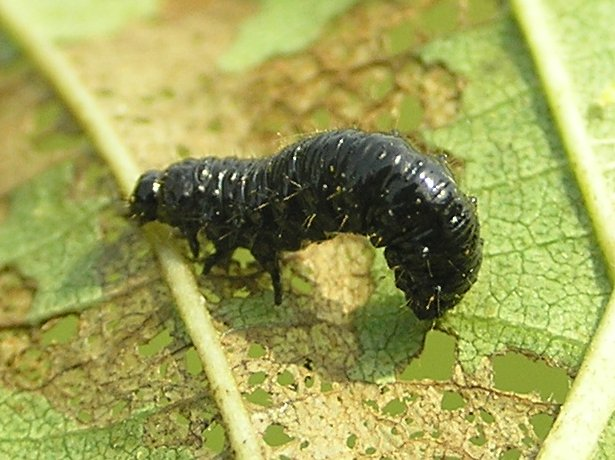
Close-up van een larve
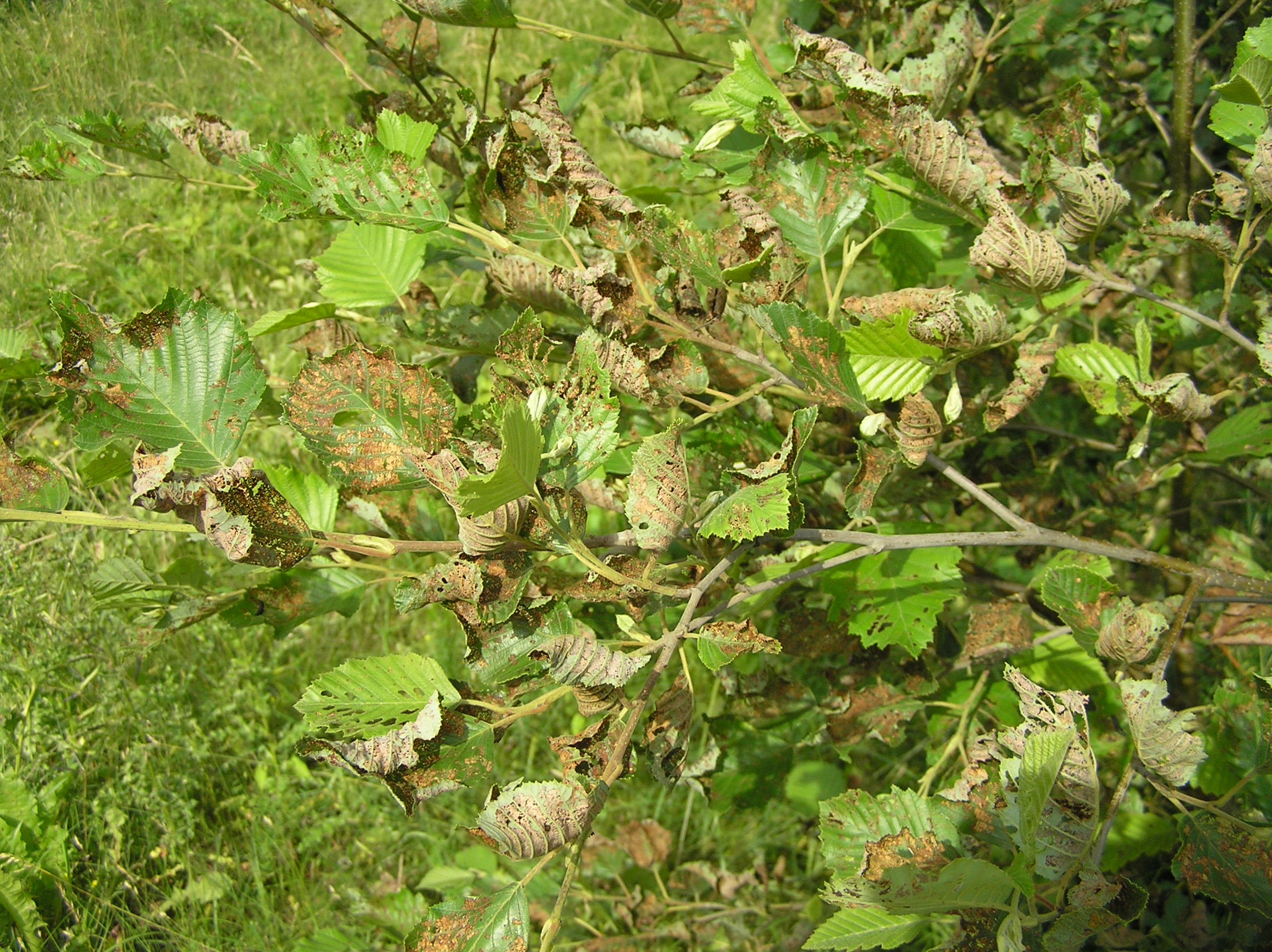
Een aangetaste zwarte els
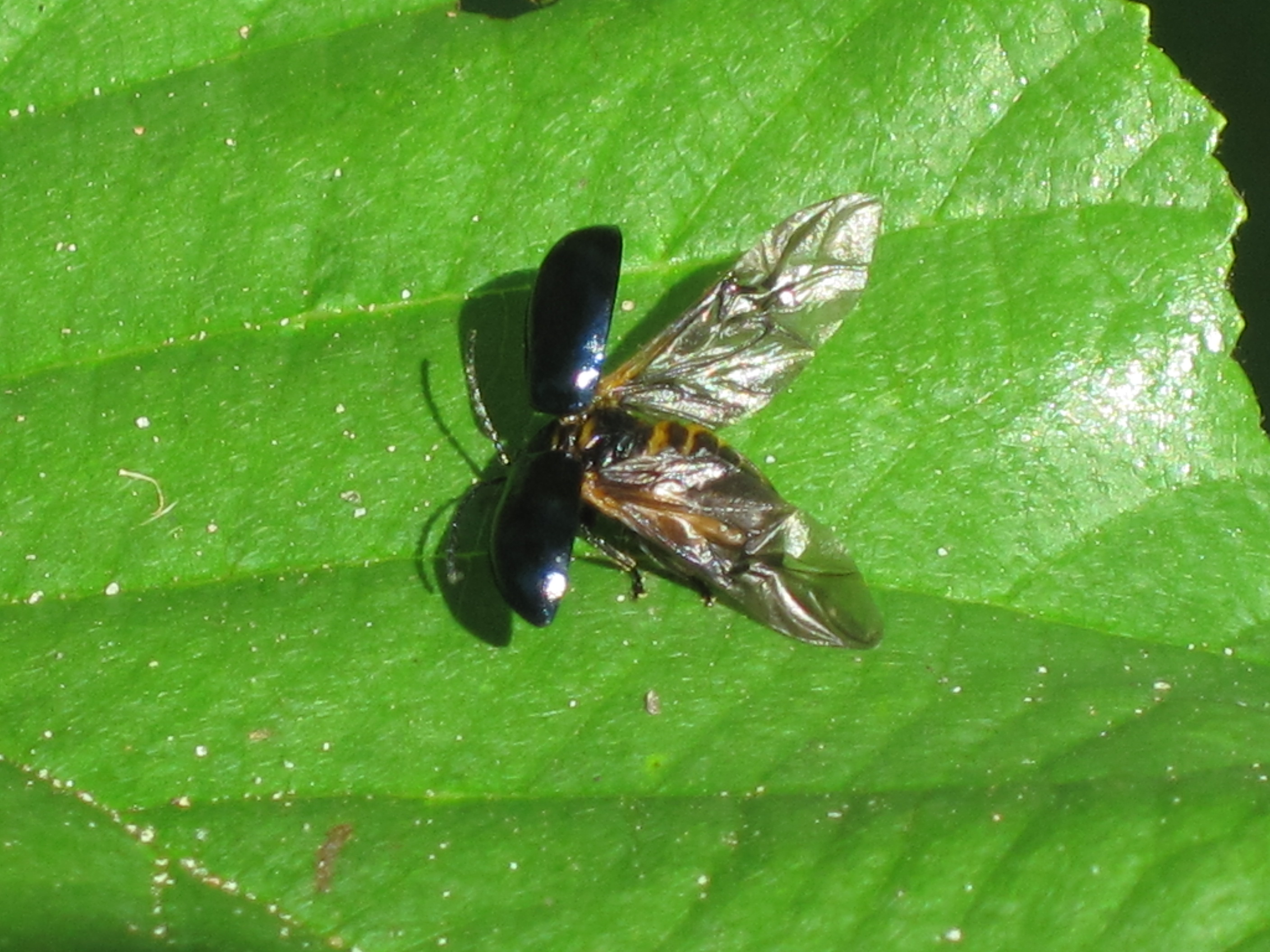
met vleugels uitgeslagen